# Schoenus calostachyus
Schoenus calostachyus är en halvgräsart som först beskrevs av Robert Brown, och fick sitt nu gällande namn av Jean Louis Marie Poiret. Schoenus calostachyus ingår i släktet axagssläktet, och familjen halvgräs. Inga underarter finns listade i Catalogue of Life.